# Bath County (Kentucky)
Bath County ist ein County im Bundesstaat Kentucky der Vereinigten Staaten. Das U.S. Census Bureau hat bei der Volkszählung 2020 eine Einwohnerzahl von 12.750 ermittelt.
Der Verwaltungssitz (County Seat) ist Owingsville, das nach dem Landeigentümer Thomas Dye Owings benannt wurde, der das Land für die Stadt zur Verfügung gestellt hat. Das County gehört zu den Dry Countys, was bedeutet, dass der Verkauf von Alkohol eingeschränkt oder verboten ist.

## Geographie
Das County liegt im mittleren Nordosten von Kentucky und hat eine Fläche von 735 Quadratkilometern, wovon zwölf Quadratkilometer Wasserfläche sind. Es grenzt im Uhrzeigersinn an folgende Countys: Fleming County, Rowan County, Menifee County, Montgomery County, Bourbon County und Nicholas County.

## Geschichte
Bath County wurde am 15. Januar 1811 aus Teilen des Montgomery County gebildet. Benannt wurde es nach den hier reichlich vorkommenden natürlichen Quellen. Ein Feuer zerstörte am 15. Januar 1811 das Gerichtsgebäude. Da die meisten Dokumente ausgelagert waren, blieben sie erhalten.
9 Bauwerke und Stätten des Countys sind im National Register of Historic Places eingetragen (Stand 6. September 2017).

## Demografische Daten

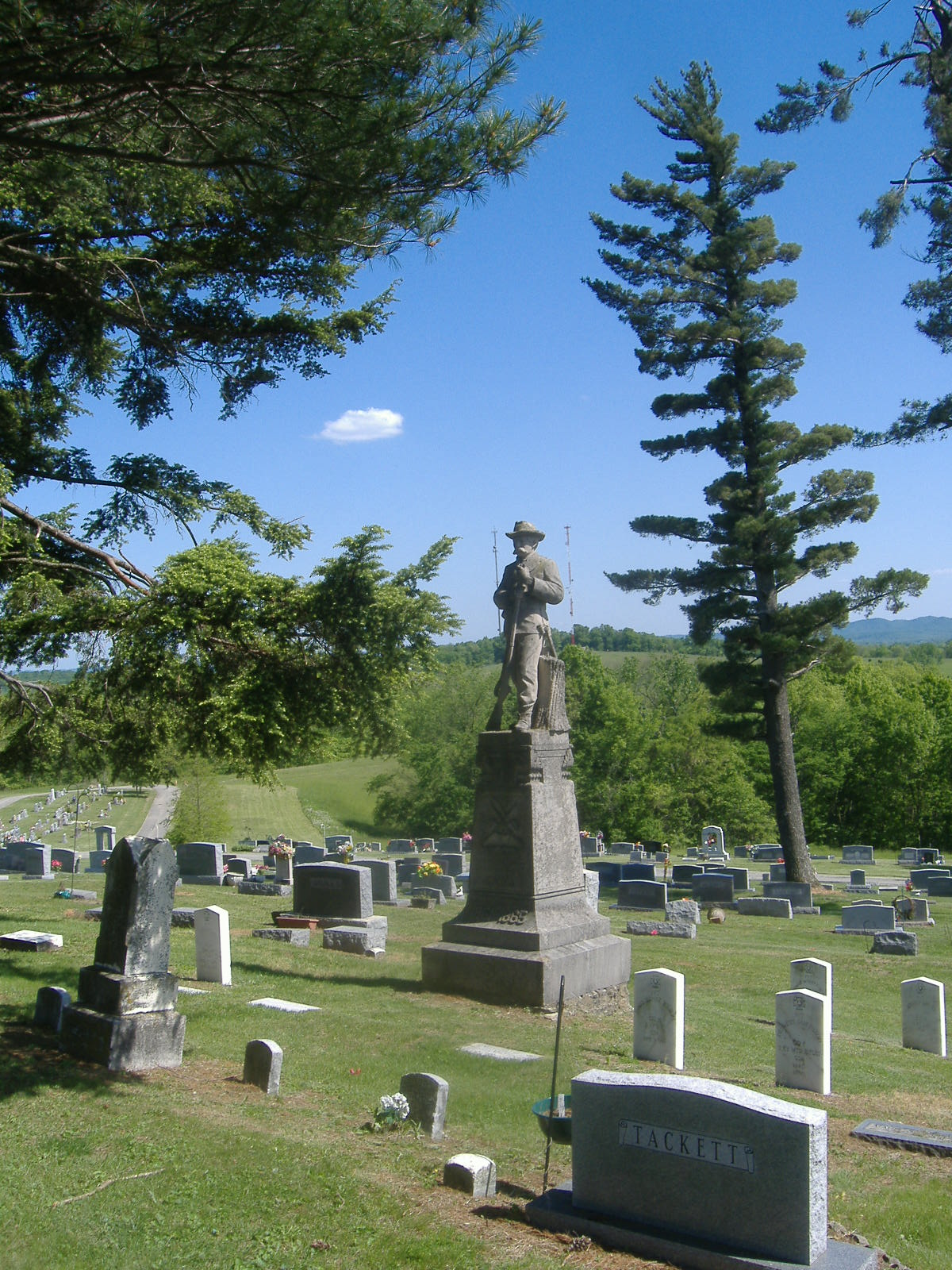
Confederate Monument in Owingsville, gelistet im NRHP

Nach den Angaben des United States Census 2000 lebten im Bath County 11.085 Menschen in 4.445 Haushalten und 3.195 Familien. Die Bevölkerungsdichte betrug 15 Einwohner pro Quadratkilometer. Ethnisch betrachtet setzte sich die Bevölkerung zusammen aus 96,87 Prozent Weißen, 1,85 Prozent Afroamerikanern, 0,21 Prozent amerikanischen Ureinwohnern, 0,02 Prozent Asiaten und 0,40 Prozent aus anderen ethnischen Gruppen; 0,66 Prozent stammten von zwei oder mehr Ethnien ab. 0,80 Prozent der Bevölkerung waren spanischer oder lateinamerikanischer Abstammung.
Von den 4.445 Haushalten hatten 32,3 Prozent Kinder und Jugendliche unter 18 Jahre, die bei ihnen lebten. 57,7 Prozent waren verheiratete, zusammenlebende Paare, 10,3 Prozent waren allein erziehende Mütter, 28,1 Prozent waren keine Familien, 25,3 Prozent waren Singlehaushalte und in 12,0 Prozent lebten Menschen im Alter von 65 Jahren oder darüber. Die Durchschnittshaushaltsgröße betrug 2,47 und die durchschnittliche Familiengröße lag bei 2,93 Personen.
Auf das gesamte County bezogen setzte sich die Bevölkerung zusammen aus 24,2 Prozent Einwohnern unter 18 Jahren, 8,6 Prozent zwischen 18 und 24 Jahren, 28,8 Prozent zwischen 25 und 44 Jahren, 23,8 Prozent zwischen 45 und 64 Jahren und 14,6 Prozent waren 65 Jahre alt oder darüber. Das Durchschnittsalter betrug 37 Jahre. Auf 100 weibliche Personen kamen 97,6 männliche Personen. Auf 100 Frauen im Alter von 18 Jahren alt oder darüber kamen statistisch 94,8 Männer.
Das jährliche Durchschnittseinkommen eines Haushalts betrug 26.018 USD, das Durchschnittseinkommen der Familien betrug 31.758 USD. Männer hatten ein Durchschnittseinkommen von 27.786 USD, Frauen 20.986 USD. Das Prokopfeinkommen betrug 15.326 USD. 16,4 Prozent der Familien und 21,9 Prozent der Bevölkerung lebten unterhalb der Armutsgrenze. Davon waren 29,6 Prozent Kinder oder Jugendliche unter 18 Jahre und 21,2 Prozent waren Menschen über 65 Jahre.

## Orte im County
| - Bethel - Clear Creek Furnace - Midland - Oakla - Olympia | - Olympia Springs - Owingsville - Peasticks - Pebble | - Polksville - Preston - Reynoldsville - Salt Lick | - Sharpsburg - Slate Valley - Wyoming |